# 萊拉·洛佩斯
萊拉·洛佩斯（Leila Luliana da Costa Vieira Lopes，1986年2月26日—），2011年度英國安哥拉裔小姐、2011年度安哥拉小姐及2011年度環球小姐。

## 個人生活
洛佩斯在安哥拉本吉拉出生，她是一名在英國就讀商科的學生。2010年10月8日奪得英國安哥拉裔小姐，代表安哥拉裔英國人參加2011年度安哥拉小姐。

## 2011年度英國安哥拉裔小姐
洛佩斯在2010年10月8日奪得英國安哥拉裔小姐，代表安哥拉裔英國人參加2011年度安哥拉小姐。

## 2011年度安哥拉小姐
洛佩斯於2010年12月18日奪得2011年度安哥拉小姐競選冠軍和最上鏡小姐，從而代表安哥拉參加2011年度環球小姐競選。

## 2011年度環球小姐競選
洛佩斯於2011年9月12日在巴西聖保羅舉行的2011年度環球小姐競選，奪得2011年度環球小姐。由上屆冠軍來自墨西哥的希梅納·納瓦瑞提在聖保羅為她加冕桂冠，成為第60名奪得環球小姐殊榮的佳麗。洛佩斯是安哥拉歷史上第一位環球小姐，也是環球小姐歷史上第四位奪得環球小姐殊榮的非洲人 (南非曾在1978年奪得、納米比亞曾在1992年奪得、博茨瓦納曾在1999年奪得和安哥拉在2011年奪得)。另外，洛佩斯是環球小姐歷史上第二位來自非洲的黑人佳麗奪得環球小姐殊榮，對上一次是1999年由博茨瓦納小姐奪得。洛佩斯成為第一位安哥拉代表在世界四大選美比賽中奪得冠軍。